# OneEleven
OneEleven (antiguamente 111 W. Wacker y Waterview Tower) es un rascacielos residencial situado en el Loop de Chicago (Estados Unidos). Está situado entre LaSalle Street y Clark Street, a orillas del río Chicago y al lado del River North Gallery District.
Fue promovido por Related Midwest en consorcio con Clark Wacker LLC y diseñado por el arquitecto Gary Handel de Handel Architects LLP. Kara Mann de Kara Mann Design fue la encargada del diseño interior. Se completó en 2014.
Tiene 192 m de altura y 504 viviendas en sus sesenta plantas Tiene un total de 470 plazas de aparcamiento, 3000 m² de espacios de servicios, y 3000 m² de espacio comercial. Se sitúa en Wacker Drive, entre LaSalle Street y Clark Street, donde se situaba antiguamente un aparcamiento. La dirección oficial del edificio es 111 W. Wacker Drive.

## Diseño y arquitectura
Se diseñó como reconversión de la abandonada Waterview Tower, de la que solo se construyeron 26 plantas. El edificio antiguo se salvó y renovó. Se retiró la fachada original de piedra del edificio y se sustituyó por un exterior de cristal. Además, se construyeron otras 34 plantas. En la planta en la que se encuentran la sección nueva y la antigua del edificio hay una planta de servicios con piscina interior, solárium, barbacoa y cocinas al aire libre.

## Historia
La construcción de la Waterview Tower empezó en 2005 y se paralizó en mayo de 2008, cuando ya se había completado la parte del aparcamiento y la mayoría de las plantas del hotel.
Las primeras 26 plantas de OneEleven fueron las construidas originalmente como Waterview Tower, que iba a ser un condo-hotel de lujo de 92 plantas y 319 metros de altura antes de que las dificultades financieras provocaran su paralización en 2008. Inicialmente, se diseñó para tener aparcamiento para huéspedes y residentes en las plantas 2 a 11. Un retranqueo en la planta 29 habría contenido un jardín, además de ser la planta de servicios para todos los huéspedes y residentes. De la planta 30 a la 88, habría albergado 233 viviendas y áticos. El edificio tenía una estructura de hormigón y un exterior de cristal, granito y aluminio para generar un apariencia prismática.
En 2011, la promotora Related Midwest se interesó en la torre abandonada y realizó un estudio técnico de la estructura para determinar si era recuperable total o parcialmente. El resultado del estudio fue favorable y se decidió renovar y construir más plantas.
En 2012, 111 West Wacker Partners LLC, el nuevo consorcio promotor, propuso un diseño totalmente nuevo que transformaría el edificio en una torre de apartamentos de alquiler de lujo para adecuarse mejor al mercado inmobiliario actual. Como resultado, el edificio no contiene un hotel y un condominio como estaba previsto originalmente, sino 506 apartamentos de alquiler, un extenso espacio comercial en la primera planta y 439 plazas de aparcamiento. El nuevo edificio, diseñado por Handel Architects, es significativamente más bajo que el proyecto original, tiene 59 plantas y 192 metros de altura.
En enero de 2015, solo seis meses después de su apertura, el promotor Related vendió todo el edificio a Heitman por 328.225.000 dólares, es decir, un precio medio de 651 000 por vivienda, que estableció un récord para los edificios residenciales de Chicago.